# Ronde van Frankrijk 2013/Dertiende etappe

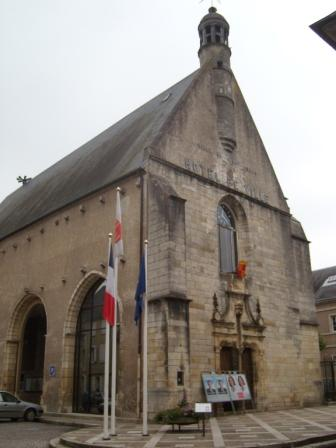
Het gemeentehuis van Saint-Amand-Montrond

De dertiende etappe van de Ronde van Frankrijk 2013 werd verreden op vrijdag 12 juli 2013 over een afstand van 173 kilometer van Tours naar Saint-Amand-Montrond.

## Parcours
Het is een vrijwel vlak parcours met één beklimming van de vierde categorie. Na 112,5 km is er een tussensprint in Saint-Aoustrille.

## Verloop
Zoals in de voorgaande vlakke ritten bleef de eerste ontsnapping van de dag meteen weg. Zes vluchters vormden een kopgroep: Luis Angel Maté, Przemysław Niemiec, Yohann Gène, Kris Boeckmans, Cyril Lemoine en Rubén Pérez. Ze kregen maximaal 3'45" voorsprong na 56 kilometer fietsen. Op dat moment ging Omega Pharma-Quick Step op kop van het peloton tempo maken. Door de wind viel het peloton na circa 65 kilometer uiteen in waaiers, en ontstond een breuk in de groep. Onder de renners die zich in de tweede groep bevonden, waren Marcel Kittel en de rijders van Euskaltel-Euskadi. Tijdens de klim van de Côte de Crotz, na 77,5 km, haalde het eerste deel van het peloton de groep vluchters bij.
Terwijl inmiddels ook Belkin op kop van het peloton mee tempo maakte, kreeg Valverde, op dat moment de nummer twee in het algemeen klassement, na 87 km materiaalpech. Valverde wist, hoewel geholpen door zes teamgenoten, niet terug te komen in de eerste groep, en viel uiteindelijk naar de tweede groep terug. Die tweede groep, die na 109 km koers een achterstand van 1'26" had, wist nog terug te komen tot op 45 seconden van de koplopers na 122 kilometer, toen de eerste groep door een dorpje met een bochtig parcours reed. Daar kreeg ook Pierre Rolland materiaalpech (lekke band). Ruim 10 rijders, waaronder Valverde, reden weg bij de tweede groep en haalden Rolland bij. In de eerste groep, die inmiddels weer in de wind reed, werd opnieuw tempo gereden, waardoor de achterstand van de groep Valverde weer opliep.
Met 31 kilometer te gaan viel Alberto Contador met zijn Team Saxo-Tinkoff aan. Bauke Mollema en Laurens ten Dam konden meteen aanpikken. Mark Cavendish sloot snel daarna aan, maar geletruidrager Chris Froome miste deze slag en bleef achter in de groep. Met 14 man, behalve de al genoemden ook Nicolas Roche, Roman Kreuziger, Michael Rogers, Matteo Tosatto en Daniele Bennati (Saxo-Tinkoff), Sylvain Chavanel en Niki Terpstra (Omega Pharma-Quick Step), Peter Sagan en Maciej Bodnar (Cannondale) en Jakob Fuglsang (Astana), reed de kopgroep weg van de groep met Froome en had na drie kilometer rijden een gat van 10 seconden. De groep met Valverde reed inmiddels op een achterstand van 4 minuten. De voorsprong van de kopgroep liep daarna geleidelijk op, onder andere doordat er zes man van Saxo-Tinkoff samen tempo maakten tegen maar drie man van Sky, die in de tweede groep tempo moesten maken voor Froome. Ruim een kilometer voor de finish probeerde Niki Terpstra uit de kopgroep weg te springen, maar hij werd door Bodnar teruggehaald. Sylvain Chavanel waagde meteen daarna ook een sprong, maar kreeg Sagan en Cavendish mee. Cavendish won de sprint ruim van Sagan, Mollema eindigde als derde in de sprint. De groep met Froome, waarvan André Greipel als eerste aankwam, had een achterstand van 1'09". Valverde verloor bijna 10 minuten op de kopgroep.

### Tussensprint
| Tussensprint Saint-Aoustrille na 112.5 km |                     |        |
| Plaats                                    | Naam                | Punten |
| Winnaar                                   | André Greipel       | 20     |
| 2                                         | Mark Cavendish      | 17     |
| 3                                         | Peter Sagan         | 15     |
| 4                                         | Juan Antonio Flecha | 13     |
| 5                                         | Fabio Sabatini      | 11     |
| 6                                         | Matteo Tosatto      | 10     |
| 7                                         | Daniele Bennati     | 9      |
| 8                                         | Niki Terpstra       | 8      |
| 9                                         | Michael Rogers      | 7      |
| 10                                        | Tony Martin         | 6      |
| 11                                        | Alberto Contador    | 5      |
| 12                                        | Maxime Monfort      | 4      |
| 13                                        | Robert Gesink       | 3      |
| 14                                        | Roman Kreuziger     | 2      |
| 15                                        | Maarten Wynants     | 1      |

### Bergklassement
| Beklimming Côte de Crotz na 77.5 km | Beklimming Côte de Crotz na 77.5 km | Beklimming Côte de Crotz na 77.5 km | 4e cat. 1.2 km à 4 % | 4e cat. 1.2 km à 4 % |
| Plaats                              | Naam                                | Naam                                | Punten               |                      |
| Winnaar                             | Pierre Rolland                      | Pierre Rolland                      | 1                    |                      |

## Uitslagen
| Rituitslag Tours - Saint-Amand-Montrond (173 km) |                  |                        |          |
| Plaats                                           | Naam             | Ploeg                  | Tijd     |
| Winnaar                                          | Mark Cavendish   | Omega Pharma-Quickstep | 3u40'08" |
| 2                                                | Peter Sagan      | Cannondale             | z.t.     |
| 3                                                | Bauke Mollema    | Belkin Pro Cycling     | z.t.     |
| 4                                                | Jakob Fuglsang   | Astana Pro Team        | z.t.     |
| 5                                                | Niki Terpstra    | Omega Pharma-Quickstep | z.t.     |
| 6                                                | Roman Kreuziger  | Team Saxo-Tinkoff      | z.t.     |
| 7                                                | Alberto Contador | Team Saxo-Tinkoff      | z.t.     |
| 8                                                | Laurens ten Dam  | Belkin Pro Cycling     | z.t.     |
| 9                                                | Sylvain Chavanel | Omega Pharma-Quickstep | + 6"     |
| 10                                               | Michael Rogers   | Team Saxo-Tinkoff      | + 9"     |
|                                                  |                  |                        |          |
| 29                                               | Maxime Monfort   | RadioShack-Leopard     | + 1'09"  |

| Strijdlustigste renner |                |                        |
|                        | Naam           | Ploeg                  |
|                        | Mark Cavendish | Omega Pharma-Quickstep |

## Klassementen
| Algemeen Klassement |                        |                        |           |
| Plaats              | Naam                   | Ploeg                  | Tijd      |
| Gele trui           | Chris Froome           | Sky ProCycling         | 51u00'30" |
| 2                   | Bauke Mollema          | Belkin Pro Cycling     | + 2'28"   |
| 3                   | Alberto Contador       | Team Saxo-Tinkoff      | + 2'45"   |
| 4                   | Roman Kreuziger        | Team Saxo-Tinkoff      | + 2'48"   |
| 5                   | Laurens ten Dam        | Belkin Pro Cycling     | + 3'01"   |
| 6                   | Jakob Fuglsang         | Astana Pro Team        | + 4'39"   |
| 7                   | Michał Kwiatkowski     | Omega Pharma-Quickstep | + 4'44"   |
| 8                   | Nairo Quintana         | Team Movistar          | + 5'18"   |
| 9                   | Jean-Christophe Péraud | AG2R-La Mondiale       | + 5'39"   |
| 10                  | Joaquim Rodríguez      | Katjoesja              | + 5'48"   |
|                     |                        |                        |           |
| 15                  | Maxime Monfort         | RadioShack-Leopard     | +10'16"   |

| Ploegenklassement |                        |            |
| Plaats            | Ploeg                  | Tijd       |
|                   | Team Saxo-Tinkoff      | 152u22'21" |
| 2                 | Belkin Pro Cycling     | + 2'32"    |
| 3                 | AG2R-La Mondiale       | + 10'37"   |
| 4                 | RadioShack-Leopard     | + 14'47"   |
| 5                 | Team Movistar          | + 16'14"   |
| 6                 | Team Katjoesja         | + 22'09"   |
| 7                 | BMC Racing Team        | + 31'42"   |
| 8                 | Team Garmin-Sharp      | + 32'17"   |
| 9                 | Omega Pharma-Quickstep | + 39'41"   |
| 10                | Euskaltel-Euskadi      | + 44'24"   |

## Nevenklassementen
| Puntenklassement |                  |                        |        |
| Plaats           | Naam             | Ploeg                  | Punten |
| Groene trui      | Peter Sagan      | Cannondale             | 357    |
| 2                | Mark Cavendish   | Omega Pharma-Quickstep | 273    |
| 3                | André Greipel    | Lotto-Belisol          | 217    |
|                  |                  |                        |        |
| 9                | Danny van Poppel | Vacansoleil-DCM        | 87     |
| 14               | Thomas De Gendt  | Vacansoleil-DCM        | 63     |

| Bergklassement |                 |                    |        |
| Plaats         | Naam            | Ploeg              | Punten |
| Bolletjestrui  | Pierre Rolland  | Europcar           | 50     |
| 2              | Chris Froome    | Sky ProCycling     | 33     |
| 3              | Richie Porte    | Sky ProCycling     | 28     |
|                |                 |                    |        |
| 8              | Thomas De Gendt | Vacansoleil-DCM    | 14     |
| 16             | Bauke Mollema   | Belkin Pro Cycling | 8      |

| Jongerenklassement |                    |                        |           |
| Plaats             | Naam               | Ploeg                  | Tijd      |
| Witte trui         | Michał Kwiatkowski | Omega Pharma-Quickstep | 51u05'14" |
| 2                  | Nairo Quintana     | Team Movistar          | + 34"     |
| 3                  | Andrew Talansky    | Team Garmin-Sharp      | + 8'27"   |
|                    |                    |                        |           |
| 10                 | Tom Dumoulin       | Argos-Shimano          | + 50'13"  |
| 25                 | Sep Vanmarcke      | Belkin Pro Cycling     | +1u47'55" |

## Opgave
- Edvald Boasson Hagen (Sky ProCycling) - niet gestart: opgave door gebroken schouderblad